# 토드 서스맨
토드 서스먼(Todd Susman, 1947년 1월 17일 ~ )은 미국의 배우이다.
세인트루이스에서 태어났다.

## 출연 작품
- 테일 오브 더 웨트 도그 (2018년)
- 더 디스커버러스 (2012년)
- 유 돈 노우 잭 (2010년) - 스탠 레비 역
- 날으는 가위들 (2009년)
- 더 빅 배드 스윔 (2006년) - 마틴 역
- 소 리틀 타임 (2001년)
- 랫 팩 (1998년)
- 저스트 라이트 (1997년)
- 주어러 (1996년)
- 인베이더 (1995년)
- 육체의 행로 (1995년)
- 나이트 런닝맨 (1994년)
- 그레이스 언더 파이어 (1993년)
- 콘헤드 대소동 (1993년)
- 온리 더 스트롱 (1993년)
- 코치 (1989년)
- 말괄량이 미네르바 (1987년)
- 비버리 힐스 캅 2 (1987년)
- 결혼 환상곡 (1984년)
- 별이 빛나는 소녀 (1971년)

### 텔레비전
- 월튼네 사람들 (1972년)
- 할아버지는 멋쟁이 (1986년)
- 내 이름은 펑키 (1984년)